# Igraine
Nelle leggende arturiane, Igraine è la madre di re Artù. È anche conosciuta con il nome latino Igerna, il gallese Eigyr, il francese antico Ygerne o Igerne e il francese moderno Ygraine. In La morte di Artù di Thomas Malory appare col nome di Ygrayne e nel Parzival di Wolfram von Eschenbach come Arnive.
I dettagli sulla sua vita e sulla sua progenie variano notevolmente tra le varie opere letterarie che la ritraggono. Secondo la tradizione prevalente, fu moglie di Uther Pendragon, da cui ebbe Artù, mentre dal primo marito, Gorlois, duca di Cornovaglia, ebbe tre figlie: Elaine, Morgause e Morgana.

## Tradizione pre-galfridiana
Nelle genealogie tramandate dalla tradizione gallese, Igraine (qui chiamata Eigyr) era una dei molti figli del leggendario sovrano gallese Amlawdd Wledig. È menzionata come sua sorella Gwyar, madre di Gwalchmai (il quale, secondo i più, fu la figura storica dalla quale fu tratto Galvano, il noto cavaliere della Tavola Rotonda).

## Goffredo di Monmouth
Nella Historia Regum Britanniae di Geoffrey di Monmouth Igraine (qui chiamata Igerna) viene presentata come moglie di Gorlois, duca di Cornovaglia. Di lei si invaghisce Uther Pendragon, re di Britannia, che le fa un'insistente corte, al che il marito di lei, offeso, la porta via con sé nel suo castello, Tintagel. Non avendo Gorlois chiesto al re la licenza di andarsene, Uther coglie il pretesto per muovergli guerra. Grazie ad un incantesimo del mago Merlino, Uther assume le sembianze di Gorlois, si introduce nottetempo a Tintagel e giace con Igraine, concependo un bambino che verrà chiamato Artù. Nella medesima notte Gorlois rimane ucciso in un combattimento con gli uomini del re. Artù viene poi affidato da Merlino a Ector, mentre Igraine sposa Uther e gli partorisce una figlia di nome Anna. Geoffrey di Monmouth parla di una profezia, secondo la quale da questa Anna sarebbe derivata una linea dinastica di sette re, alludendo al re bretone Hoel e alla sua discendenza, ma stranamente riporta che Anna ebbe due soli figli: Gawain e Mordred, non Hoel.

## Tradizioni successive
Il poeta francese Robert de Boron parla di due figlie di Gorlois e Igraine, divenute mogli di Lot, re delle Orcadi, e Nentres, re di Garlot, più una terza, illegittima, la quale sarebbe poi diventata la potente strega Morgana. C'è però confusione nell'identificazione di queste figlie, visto che de Boron non fa chiaramente i loro nomi. Comunque anche in questa fonte Igraine sposa in seconde nozze Uther Pendragon, ma muore prima di lui.
Nella Storia di Merlino, appartenente al ciclo del Lancillotto in prosa, Igraine si sposa in tutto tre volte. Dal primo marito, Hoel, ha due figlie: una che poi diventa madre di Gawain, e Blasine, poi moglie di re Nentres di Garlot. Rimasta vedova, Igraine sposa Gorlois di Cornovaglia e gli partorisce altre tre figlie: una che diventa poi moglie di un certo re Briadas e madre di re Angusel di Scozia, una seconda di nome Hermesent che diventa poi moglie di re Urien di Rheged e madre di Ywain, e infine una terza di nome Morgana.
Le fonti confondono spesso fra loro le figlie di Igraine, i loro nomi, i loro mariti e i figli. La versione più nota è quella di Le morte d'Arthur di Thomas Malory, che riporta che Igraine ebbe tre figlie dal primo marito, Gorlois di Cornovaglia, e un figlio dal re britanno Uther, Artù Pendragon. Le tre figlie si chiamavano Elaine, che poi sposò re Nentres di Garlot, Morgause, che poi sposò re Lot di Lothian e Orkney, e Morgana, che poi sposò re Urien di Gore.